# Museu de Ciências Naturais e Centro Cultural Jóias da Natureza
O Museu de Ciências Naturais e Centro Cultural Jóias da Natureza é um museu de mineralogia e ciências naturais localizado em São Vicente, São Paulo, Brasil. É considerado o maior museu de mineralogia da América do Sul.
O museu foi criado pelo geógrafo, geólogo, biólogo e pesquisador Paulo Anselmo Matioli, que desde criança coleciona minerais, rochas e conchas marinhas, mas sua especialidade sempre foram os minerais. Desde adolescente ele presta serviços de consultoria e catalogação para diversos museus da América do Sul, até que em 2001 decidiu montar seu próprio museu. Passou por diversas dificuldades financeiras, pois não possuía uma gestão profissional e depois de sete anos em dificuldades, conseguiu desenvolver uma parceria com a Oscip ADESAF (Associação em Defesa da Saúde e da Família que desenvolve projetos sociais, culturais e educacionais com os objetivos do Milênio da UNESCO – OS 8 JEITOS DE MUDAR O MUNDO), em parceria com a Prefeitura de São Vicente e a UniSantos – (Universidade Católica de Santos). A ADESAF assinou um convênio com a Prefeitura Municipal de São Vicente em 1 de julho de 2008 para a manutenção e estruturação e o museu foi inaugurado (reinaugurado) em 13 de dezembro de 2008. O Museu de Ciências Naturais Jóias da Natureza possui um raro acervo com espécies originais (acervo material) e muitas histórias, curiosidades e aventuras agregadas aos exemplares (acervo imaterial), e hoje é uma das mais novas atrações turísticas e culturais de São Vicente e da Baixada Santista, com cerca de 2 mil visitas desde a sua abertura.

## Acervo e espaços interativos
A exposição é constituída por mais de 500 exemplares, como: conchas de moluscos, arcadas de tubarões anequim, estruturas frontais de peixe serra, marlim azul e espadarte , rochas, minerais, geodos, meteoritos, fulguritos e impactitos, estalactites, estruturas fósseis de corais, fósseis de mesossauros, fósseis de peixes entre eles o celacanto conhecido com  peixe-fóssil pois a espécie existe há mais de 400 mil anos, um fóssil de uma tartaruga pré-histórica, um ovo fóssil de um bactrossauro, fósseis de artrópodes, conchas fósseis, insetos preservados em âmbar, animais preservados em vidro com formol. Também as seguintes interatividades: Espaço Vivo que possui aquário amazônico, nele a representação do Rio Negro com espécies de peixes originárias da região, um aquário de invertebrados marinhos, um aquário com peixes de poças, um tanque de contato com a representação de um costão rochoso com animais marinhos, onde é possível tocar em espécies vivas como estrelas, pequenos moluscos marinhos, pepinos-do-mar, ouriços-do-mar, anêmonas-do-mar, caranguejos-ermitões, siris, miriquitas e pequenos peixes conhecidos como sargentinho, ainda no Espaço vivo há três serpentes não peçonhentas de duas espécies diferentes entre elas duas são corn snakes (cobra-do-milho), aquaterrários com espécies de caranguejos, e um tigre de barbicha (espécie de cágado), além de uma Sala de Fluorescência que possui minerais que brilham na luz negra, estes que tem em sua composição elementos como cálcio, flúor, ou radioativos como o urânio, e no Espaço Gaia, que oferece oficinas de educação ambiental com o reaproveitamento dos resíduos sólidos e possui também palestras mensalmente, de diversos temas, sala de vídeo que passa constantemente canais educativos e documentários, mini-biblioteca, que possui livros para consultas locais, o Aquário Fóssil, um painel que mostra uma reprodução de rocha, com fósseis originais de peixes oriundos da Chapada do Araripe. Possui também, vitrine com sementes amazônicas, espaço para exposições itinerantes do próprio acervo do museu, e de outros colecionadores ou obras de artistas, a última exposição é a de Moedas e Cédulas.

## Exposição moedas e cédulas
A abertura da exposição aconteceu no dia 17 de abril, às 14 horas. A atração é uma viagem pelo mundo através da Numismática e Filatelia com exemplares de 75% das moedas de todos os países além de todas as moedas que entraram em circulação no Brasil. No dia 17 de abril ocorreu, após a abertura da exposição, uma palestra com o tema “A História da Moeda”, às 15 horas. A entrada, como em todas as palestras, é um quilo de alimento não-perecível, destinado a entidades beneficentes.

## Curador
O acervo faz parte da coleção particular de seu diretor e curador Paulo Anselmo Matioli, geólogo, geógrafo, biólogo e pesquisador, que começou a ser formada em 1980, quando ele tinha apenas cinco anos de idade. Por saberem de seu gosto, os pais e alguns familiares sempre o presentearam com minerais e rochas. Com o passar dos anos Paulo A. Matioli sempre se dedicou ao conhecimento e pesquisa de minerais, buscando contatos com museus, minerações, universidades, colecionadores, oferecendo seu conhecimento e trabalho para conseguir novas espécies para a sua coleção. Cada vez mais aperfeiçoou nesta área e conheceu vários profissionais das áreas das Ciências Naturais, onde começou a desenvolver pesquisas e publicar trabalhos sobre novas ocorrências de minerais no Brasil e no mundo e a descoberta de novas espécies minerais com sua participação. Atualmente é diretor e curador do Museu Jóias da Natureza em São Vicente, e é pesquisador associado da Fapesp no projeto Minerais Tipos brasileiros, sob a orientação do professor livre-docente Dr. Daniel Atencio do Instituto de Geociências da USP - Universidade de São Paulo.

## Parte pedagógica
O museu também conta com um setor voltado à parte pedagógica, com o objetivo de proporcionar aos visitantes um conhecimento sobre diversos aspectos do planeta. Escolas públicas e particulares, instituições de ensino, grupos de terceira idade da Baixada Santista e também de outras regiões podem agendar visitas.
Cursos, palestras, campanhas ecológicas, vídeos temáticos, excursões monitoradas e oficinas de educação ambiental são algumas das atividades previstas no Espaço Gaia, como é chamado o local, que tem a coordenadoria da pedagoga Milena Matioli.

## Ampliação
O Museu de Ciências Naturais e Centro Cultural Joias da Natureza é um projeto da Adesaf. Atualmente o Museu JN tem somente 10% do seu acervo naturalista em exposição, porém já possui mais de 10 mil exemplares originais de minerais, rochas, fósseis, meteoritos, conchas, corais, entre outros provenientes de quase todo o planeta e do espaço.
A meta de ampliação contempla dois momentos: o primeiro é aumentar significativamente a capacidade de atendimento nas ações, bem como a criação de outras atividades, interatividades, pesquisa e a utilização de novas tecnologias como ferramenta de ensino aprendizagem. O segundo é a obtenção de uma sede fixa para o museu que é um dos critérios decisivos para o investimento de empresas e poder público.
Com um novo espaço em mãos, temos todo o acervo e recursos necessários para montar um dos maiores museus de ciências naturais do Brasil e de mineralogia da América do Sul, em São Vicente.
Está sendo promovida a Campanha “Seja Amigo do Museu Joias”, que pretende arrecadar fundos com a venda de adesivos, que custam R$ 5,00, para a instalação e ampliação do Museu de Ciências Naturais e Centro Cultural Jóias da Natureza, em sede própria.